# Eurocentrismus
Eurocentrismus (také europocentrismus) je pojmem popisujícím obecný pohled na svět, jeho směřování a vývoj. Vychází z evropského náhledu na světový řád, z evropských zvyků, tradic, historického vývoje, představ a věr. 

## Historie
Zrod eurocentrismu je spojován s kolonialismem či imperialismem a jeho kritika naopak s antikolonialismem, dekolonizací nebo neokolonialismem. Eurocentrismus je považován za jeden z mnoha (etno)centrismů (afrocentrismus, sinocentrismus, rusocentrismus nebo v českých podmínkách pragocentrismus) s tím rozdílem, že eurocentrismus se stal dominantním ideologickým ospravedlněním (i interpretací) koloniální expanze Evropy v novověku. Dnes je podle kritiků (například egyptský ekonom Samir Amin) ideologií globální dominance kapitalismu. Vzhledem ke globálnímu charakteru kapitalismu je eurocentrismus spojován i s neevropany, kteří díky kolonialismu, kulturnímu imperialismu nebo kulturním střetům přijali eurocentrické pojmy, jazyk a hodnoty za vlastní.

## Charakteristika
Jako způsob pohledu eurocentrismus vědomě i nevědomě aplikuje evropské standardy a představy na mimoevropské kultury i náboženství. Jeho nedílnou součástí jsou také geokulturní reprezentace Západu a Východu jako dvou protikladů, jak je popsali například Edward Said nebo Larry Wolff, nebo protiklady mezi barbarstvím a civilizací atp., jež hrály významnou roli ve společenskovědním myšlení 19. století.

## Projevy
Jako dominantní diskurz je eurocentrismus obsažen v celé řadě společenskovědních, politických a kulturních pojmů a koncepcí. Podle Jamese Blauta je základním problémem skutečnost, že eurocentrismus není pouhý předsudek, ale o soubor empirických faktů a je tedy záležitostí vědy a akademického světa.
Jako jeden z příkladů uvádí Blaut převládající eurocentrický výklad evropských a světových dějin. Podle jeho interpretace mají světové dějiny své věčné jádro (Inside) a svou věčnou periférii (Outside). Zatímco jádro má dynamický lineárně pojatý vývoj charakteristický pokrokem, periferie je odsouzena k roli imitátora, který přijímá inovace, technologie či obecně pokrok od jádra. Podle Blauta je jádrem tzv. Větší Evropa (Evropa a Severní Amerika) a ostatní svět je naopak periférií. Jinými slovy sociální dynamismus je přisuzován jen jádru.
V rámci kritiky takového pojetí světových dějin se J. Blaut, A. Gunder Frank nebo I. Wallerstein zaměřili na kritiku představy o autonomním vývoji jádra, tzn. Evropy. Eurocentrické pojetí vidí evropský vývoj jako specifický (evropský zázrak) a ignoruje podněty z neevropských oblastí a civilizací, které přispěly k expanzi Evropy a Západu obecně. Nejznáměji tuto koncepci rozvinul J. M. Hobson, který hovoří o orientálních globalizacích a ukazuje, že celá řada inovací, technologii nebo vědeckých poznatků, ale také hospodářských projevů kapitalismu existovala mnohem dříve mimo Evropu. V mnoha případech je Evropa pouze převzala.
Dalším projevem je univerzalismus. Podle Wallersteina se jedná o představu, že evropské nebo západní zkušenosti, poznání, věda, metody, řešení a hodnoty mají univerzální platnost kdekoliv na světě. Tento universalismus ve skutečnosti zakrývá skutečnost, že se jedná o partikulární zkušenosti a hodnoty.
Dalším prvkem eurocentrismu je samotné chápání vývoje, které nevychází z univerzální koncepce, ale z judeo-křesťanského pojetí času, které je lineární (tzn. vede od bod A do bodu Z). Vědecký diskurz pokroku je sekularizovanou reflexí takové koncepce. Naopak cyklické pojetí času, typické pro jiné kultury a civilizace, je potlačeno nebo ignorováno. Problémem je, že se jedná o nereflektovanou skutečnost, která je ideologicky zamlžena univerzálním nárokem.